# Торговый флаг
Торговый флаг — флаг, используемый гражданскими судами для обозначения своей государственной принадлежности (национальности судна).
В литературе также встречаются названия — купеческий флаг, коммерческий флаг, гражданский морской флаг, торговый морской флаг. Каждое судно для обозначения своей принадлежности к тому или другому государству обязано днём поднимать в корме на флагштоке или на гафеле свой национальный флаг, называемый кормовым.

## История
Коммерческий флаг поднимается на корме (кормовом флагштоке) судна и символизирует его национальную (государственную) принадлежность. Он может быть единым с государственным флагом, гюйсом и военным (военно-морским) флагом или отличным от них. В некоторых государствах существуют специальные гражданские гюйсы для яхт и даже для конкретных яхт-клубов, известные как яхтенные гюйсы.
Большинство государств мира имеют только один национальный флаг для всех целей. В других государствах существует различие между государственным и гражданскими, военными и военно-морскими флагами. Торговый флаг Великобритании, например, отличаются от флага, используемого на суше («Юнион Джек») и имеют различные варианты обычных и изменённых красных и синих флагов для гражданского и государственного использования, а также военно-морского флага (белый флаг), который также может использоваться яхтами королевской Яхтенной эскадры.

## Галерея

Примеры торговых флагов, отличающихся от государственных
Государственный флаг Австралии
Торговый флаг Австралии
Государственный флаг Австрии
Торговый флаг Австрии
Государственный флаг Албании
Торговый флаг Албании
Государственный флаг Андорры
Торговый флаг Андорры
Государственный флаг Багамских Островов
Торговый флаг Багамских Островов
Государственный флаг Бангладеш
Торговый флаг Бангладеш
Государственный флаг Бельгии
Торговый флаг Бельгии
Государственный флаг Боливии
Торговый флаг Боливии
Государственный флаг Великобритании
Торговый флаг Великобритании
Государственный флаг Венгрии
Торговый флаг Венгрии
Государственный флаг Венесуэлы
Торговый флаг Венесуэлы
Государственный флаг Республики Гаити
Торговый флаг Республики Гаити
Государственный флаг Гайаны
Торговый флаг Гайаны
Государственный флаг Ганы
Торговый флаг Ганы
Государственный флаг Гватемалы
Торговый флаг Гватемалы
Государственный флаг Гренады
Торговый флаг Гренады
Государственный флаг Дании
Торговый флаг Дании
Государственный флаг Доминиканской Республики
Торговый флаг Доминиканской Республики
Государственный флаг Израиля
Торговый флаг Израиля
Государственный флаг Индии
Торговый флаг Индии
Государственный флаг Исландии
Торговый флаг Исландии
Государственный флаг Италии
Торговый флаг Италии
Государственный флаг Колумбии
Торговый флаг Колумбии
Государственный флаг Коста-Рики
Торговый флаг Коста-Рики
Государственный флаг Люксембурга
Торговый флаг Люксембурга
Государственный флаг Маврикия
Торговый флаг Маврикия
Государственный флаг Малайзии
Торговый флаг Малайзии
Государственный флаг Мальты
Торговый флаг Мальты
Государственный флаг Марокко
Торговый флаг Марокко
Государственный флаг Монако
Торговый флаг Монако
Государственный флаг Нигерии
Торговый флаг Нигерии
Государственный флаг Новой Зеландии
Торговый флаг Новой Зеландии
Государственный флаг Норвегии
Торговый флаг Норвегии
Государственный флаг Объединённых Арабских Эмиратов
Торговый флаг Объединённых Арабских Эмиратов
Государственный флаг Пакистана
Торговый флаг Пакистана
Государственный флаг Перу
Торговый флаг Перу
Государственный флаг Польши
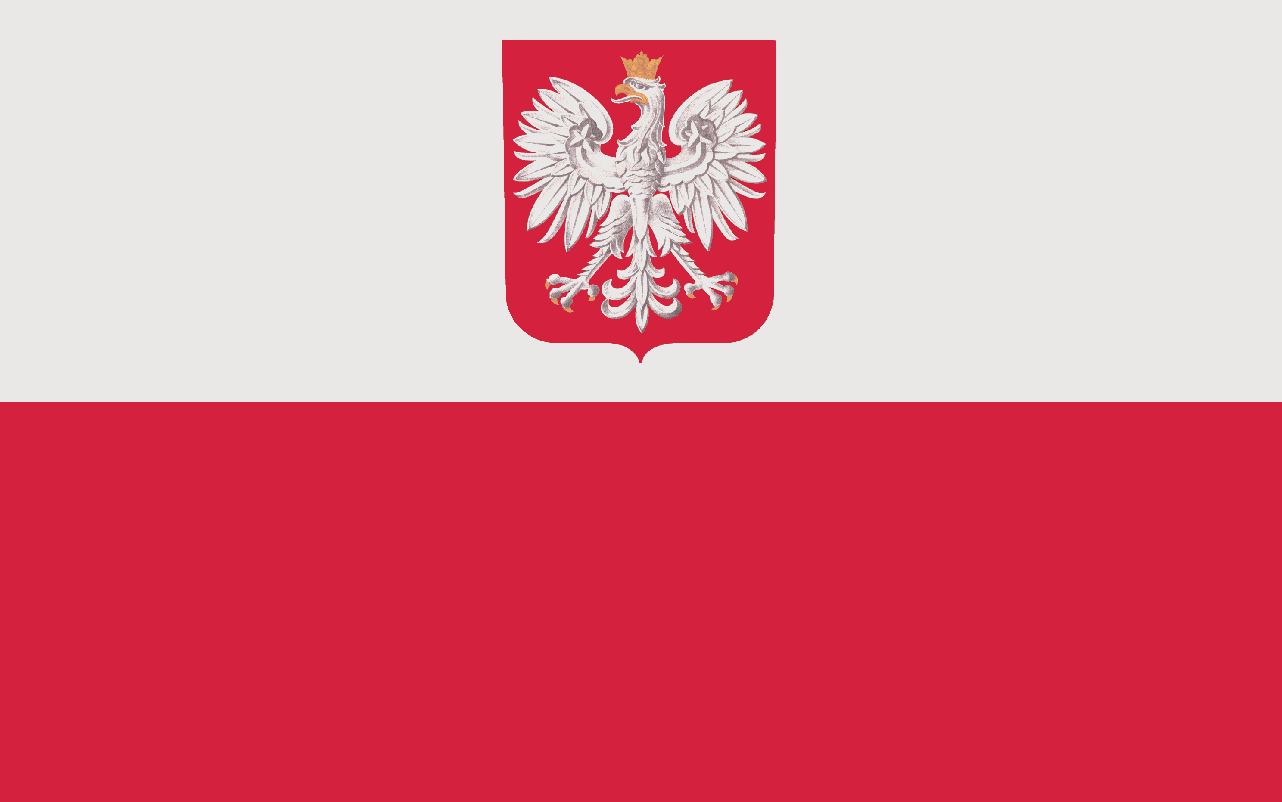
Торговый флаг Польши
Государственный флаг Сальвадора
Торговый флаг Сальвадора
Государственный флаг Сан-Марино
Торговый флаг Сан-Марино
Государственный флаг Саудовской Аравии
Торговый флаг Саудовской Аравии
Государственный флаг Сербии
Торговый флаг Сербии
Государственный флаг Сингапура
Торговый флаг Сингапура
Государственный флаг Словении
Торговый  флаг Словении
Государственный флаг Соломоновых Островов
Торговый флаг Соломоновых Островов
Государственный флаг Тринидада и Тобаго
Торговый флаг Тринидада и Тобаго
Государственный флаг Фиджи
Торговый флаг Фиджи
Государственный флаг Финляндии
Торговый флаг Финляндии
Государственный флаг Франции
Торговый флаг Франции
Государственный флаг Хорватии
Торговый флаг Хорватии
Государственный флаг Швейцарии
Торговый флаг Швейцарии
Государственный флаг Шри-Ланки
Торговый флаг Шри-Ланки
Государственный флаг Эквадора
Торговый флаг Эквадора